# Wangcheng
Wangcheng léase Uáng-Chéng (en chino:望城区, pinyin:Wàngchéng qū) es un  distrito urbano bajo la administración directa de la ciudad-prefectura de Changsha. Se ubica al este de la provincia de Hunan, sur de la República Popular China. Su área es de 951 km² y su población total para 2014 fue de 	562 100 habitantes.

## Administración
El distrito de Wangcheng se divide en 15 pueblos que se administran en 10 ubdistritos y 5 poblados.